# 高見站
高見站（日语：／ Takami eki */?）是位於岐阜縣岐阜市，名古屋鐵道高富線的鐵道車站（廢站）。

## 歷史
在1913年，高富線的前身長良輕便鐵道路線開通，此站啟用。在1948年成為無人車站。後來高富線於1960年全線廢除，此站也同時廢除。
- 1913年（大正2年）12月25日 - 長良輕便鐵道長良北町站至高富站之間開通，此站啟用[1][2]。
- 1915年（大正4年）11月20日 - 長良輕便鐵道與美濃電氣軌道（日语：美濃電気軌道）市內線互相連接。在11月26日起開始直通運輸[2]。
- 1920年（大正9年）9月10日 - 長良輕便鐵道合併至美濃電氣鐵道，成為美濃電氣鐵道高富線的車站[2]。
- 1930年（昭和5年）8月20日 - 美濃電氣軌道與名古屋鐵道（第一代。同年中改名為名岐鐵道，在1935年起再改名為名古屋鐵道）合併。成為名古屋鐵道高富線的車站[2]。
- 1948年（昭和23年）11月1日前 - 成為無人車站[3]。
- 1960年（昭和35年）4月22日 - 隨著高富線全線廢除，此站也被廢除[2]。

## 車站構造
截至車站廢除前，此站是地面車站，設有1面1線的單式月台。此站設有小規模的候車室。

## 其他
車站遺址附近設有岐阜巴士「長良高見」巴士站。由於路線廢除後，道路（現時：國道256號）進行擴寬工程，因此看不到車站任何痕跡。

## 相鄰車站
名古屋鐵道
高富線
長良北町－高見－下岩崎
- 在1922年前，此站與長良北町站之間曾設有北町站（日语：／）。

## 注腳
1. ↑  「軽便鉄道運輸開始」《官報》1914年1月12日（國立國會圖書館數碼化資料）
2. 1 2 3 4 5  . 鄉土出版社. 1997: 219–230. ISBN 4-87670-097-4 （日语）.
3. ↑  名古屋鉄道広報宣伝部（編）. . 名古屋鐵道. 1994: 884 （日语）.
4. ↑  . 鄉土出版社. 1997: 137. ISBN 4-87670-097-4 （日语）.
5. ↑  . 鉄道フォーラム.   [2016-06-11]. （原始内容存档于2023-05-06） （日语）.